# Фра Анђелико
Фра Анђелико (итал. Fra Angelico) или Гвидо ди Пјетро да Муђело (итал. Guido di Pietro da Mugello; околина Фејзоле, 1387 — Рим, 1455) био је италијански сликар ренесансе. Сем слика стварао је и фреске и минијатуре.

## Биографија
Сликарство учи у Фиренци где се у 15. веку развила снажна сликарска школа чије је темеље поставио Ђото ди Бондоне. Са око 20 година ступа у доминикански манастир у родној Фијезоли и добија име Giovanni da Fiesole. Један од првих историчара италијанске уметности Ђорђо Визари сматра да се Анђелико школовао за минијатуристу.
Године 1438. Фра Анђелико почиње да ради у манастиру Светог Марка у Фиренци. У току следећих 12 година фрескама осликава 40 манастирских ћелија. Ове фреске су представљале рођење, смрт и васрснуће Исуса Христа.
Године 1445, на молбу папе Фра Анђелико долази у Рим и две године касније почиње са радом на капели Николаја V у Ватикану и на катедри у Орвиету. Године 1450. напушта Рим и враћа се у Фејзолу. Ипак после 4 године опет одлази у Рим на молбу папе и тамо умире.
Папа Јован Павле II га је бенификовао и прогласио за заштитника уметника, посебно сликара.

## Галерија
- Богородица са дететом (фрагмент)